# Jesus Não Tem Dentes no País dos Banguelas
Jesus Não Tem Dentes no País dos Banguelas es el cuarto álbum de estudio de la banda de rock brasileña Titãs, lanzado en 1987 por WEA.

## Historia
Los Titãs fueron popularizados a nivel nacional en 1986 con el álbum Cabeça Dinossauro que definió el sonido de la banda. El éxito fue grande y trajo una maduración de la banda, las canciones con letras y gran efecto sorprendente en el público dejan claro que la detención de Arnaldo Antunes y Tony Bellotto causó un gran impacto en su musicalidad.
El álbum comienza con una secuencia de canciones peculiares pero de gran calidad, "Todo Mundo Quer Amor", "Comida" y "O Inimigo" son canciones difíciles de escuchar, pero cuando ves notar una gran armonía e instrumental sencillo y preciso.
Muchas personas dicen que los Titãs no encuentran todo teniendo en cuenta la falta de complejidad en riffs y ritmos, pero pocas bandas que tienen la capacidad de composición. "Corações e Mentes" muestra que es una excelente canción. "Diversão" es una de las canciones más importantes del álbum con algo parecido a un rock progresivo temprano y poco después de pasar a un estilo punk de The Clash la letra es simplemente sensacional, en vivo esta canción logra ser aún más emocionante.
"Infelizmente" tiene una baja sorprendente y casi se habla vocal, vale la pena ver la letra de esta canción es genial. En el futuro la experiencia se vuelve increíble, la canción tiene una sola frase, pero una frase que lo dice todo por sí mismo, muchas interpretaciones se hicieron de ella, que su e instrumental es muy bueno, Nando Reis demuestra que es no solo un gran compositor, sino un puñado de bass. "Mentiras" es uno de los grandes favoritos, Charles Gavin simplemente perfecto en la batería y muestra una sensación increíble ver a la banda trajo una muy buena.
La canción "Desordem" tiene un estribillo que se pega y tiene un gran impacto en el oyente, Sérgio Britto hace un roquero vocal, pero sin extremos. Escuchar "Lugar Nenhum" es muy divertido, las letras se adaptan como un guante en el instrumental, esta canción es muy buena, así como la composición de Branco Mello, "Armas pra Lutar" tiene una energía diferente al resto del disco, son más punks. Estas son las canciones que atraen más la atención de los chicos de rock y metal.
Luego viene "Nome aos Bois", que se juega por Nando Reis. La música tiene nombres solamente y es inexplicable cómo lo hacen armonías con solo citar las palabras legales (que figura). También cabe destacar los nombres mencionados, los principales personajes de la historia universal. Quién tiene el disco en la versión de CD tiene un bonus track. "Violência" tiene un gran coro y es una crítica de la sociedad. Es uno de los mejores del disco y debería haber sido añadido desde la LP.
Vale la pena visitar esta gran obra de una de las mayores bandas de rock brasileño que era todo, Nando Reis demostró ser un gran bajista y alinear su huella de sonido de Charles Gavin en la batería que es un pedazo de la demostración jugó mucho trabajo de calidad. Las composiciones fueron como siempre muy inteligentes y trabajadas.
Esta es una gran prueba de que el rock brasileño tiene la calidad suficiente para competir con el internacional y dejar que los prejuicios a la música brasileña a un lado y disfrutar de ella el buen viejo rock and roll.

## Temas del álbum
1. Todo Mundo Quer Amor (01:18)
2. Comida (03:59)
3. O Inimigo (02:13)
4. Corações e Mentes (03:47)
5. Diversão (05:05)
6. Infelizmente (01:34)
7. Jesus Não Tem Dentes No País Dos Banguelas (02:11)
8. Mentiras (02:09)
9. Desordem (04:01)
10. Lugar Nenhum (02:56)
11. Armas Pra Lutar (02:10)
12. Nome Aos Bois (02:06)
13. Violência (02:48) (Bonus track)

## Personal
- Arnaldo Antunes: voz en 1, 2 y 10, coros
- Branco Mello: voz en 3 y 11, coros
- Charles Gavin: batería y percusión
- Marcelo Fromer: guitarra rítmica, guitarra solista en 12 y 13
- Nando Reis: bajo, voz en 7 y 12, coros
- Paulo Miklos: voz en 5, 8 y 13, coros
- Sérgio Britto: teclados, voz en 4, 6 y 9, coros
- Tony Bellotto: guitarra solista, guitarra rítmica en 12 y 13

### Invitados
Liminha: guitarra eléctrica y bajo sintetizador en 2, máquina de ritmos en 2 y 5, guitarra clásica en 9 
- Datos: Q6188307